# Lasioglossum nodicorne
Lasioglossum nodicorne is een vliesvleugelig insect uit de familie Halictidae. De wetenschappelijke naam van de soort is voor het eerst geldig gepubliceerd in 1889 door Morawitz.